# Saint-Georges-d'Orques
Pour les articles homonymes, voir Saint-Georges, Saint Georges (homonymie) et Georges.
Saint-Georges-d'Orques est une commune française située dans l'est du département de l'Hérault en région Occitanie. Saint-Georges-d'Orques fait partie de Montpellier Méditerranée Métropole.
Exposée à un climat méditerranéen, elle est drainée par le ruisseau de Lassedéron, le ruisseau de la Fosse et par un autre cours d'eau.
Saint-Georges-d'Orques est une commune urbaine qui compte 5 707 habitants en 2022, après avoir connu une forte hausse de la population depuis 1962. Elle est dans l'unité urbaine de Saint-Georges-d'Orques et fait partie de l'aire d'attraction de Montpellier. Ses habitants sont appelés les Saint-Georgiens ou  Saint-Georgiennes.

## Géographie

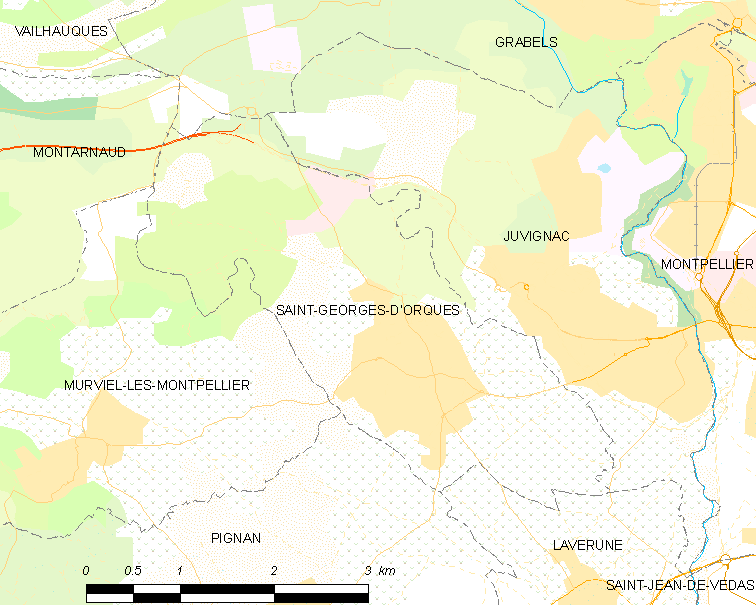
Carte

Situé à 8 km à l'ouest de Montpellier, Saint-Georges-d'Orques est un village viticole. Le point culminant offre, par beau temps, une vue sur le mont Saint-Clair de Sète jusqu'à la Grande Motte. En arrière-plan se trouve le pic Saint-Loup.

### Communes limitrophes
| Montarnaud              | Grabels                |          |
| Murviel-lès-Montpellier | Saint-Georges-d'Orques | Juvignac |
| Pignan                  | Lavérune               |          |

### Climat
Pour des articles plus généraux, voir Climat de l'Occitanie et Climat de l'Hérault.
En 2010, le climat de la commune est de type climat méditerranéen franc, selon une étude s'appuyant sur une série de données couvrant la période 1971-2000. En 2020, Météo-France publie une typologie des climats de la France métropolitaine dans laquelle la commune est exposée à un climat méditerranéen et est dans la région climatique  Provence, Languedoc-Roussillon, caractérisée par une pluviométrie faible en été, un très bon ensoleillement (2 600 h/an), un été chaud (21,5 °C), un air très sec en été, sec en toutes saisons, des vents forts (fréquence de 40 à 50 % de vents > 5 m/s) et peu de brouillards.
Pour la période 1971-2000, la température annuelle moyenne est de 14,3 °C, avec une amplitude thermique annuelle de 16,1 °C. Le cumul annuel moyen de précipitations est de 691 mm, avec 6,1 jours de précipitations en janvier et 2,7 jours en juillet. Pour la période 1991-2020, la température moyenne annuelle observée sur la station météorologique la plus proche, située sur la commune de Villeneuve-lès-Maguelone à 11 km à vol d'oiseau, est de 15,4 °C et le cumul annuel moyen de précipitations est de 591,6 mm,. Pour l'avenir, les paramètres climatiques de la commune estimés pour 2050 selon différents scénarios d'émission de gaz à effet de serre sont consultables sur un site dédié publié par Météo-France en novembre 2022.

### Milieux naturels et biodiversité
Aucun espace naturel présentant un intérêt patrimonial n'est recensé sur la commune dans l'inventaire national du patrimoine naturel,,.

## Urbanisme

### Typologie
Au 1er janvier 2024, Saint-Georges-d'Orques est catégorisée ceinture urbaine, selon la nouvelle grille communale de densité à sept niveaux définie par l'Insee en 2022.
Elle appartient à l'unité urbaine de Saint-Georges-d'Orques, une unité urbaine monocommunale constituant une ville isolée,. Par ailleurs la commune fait partie de l'aire d'attraction de Montpellier, dont elle est une commune de la couronne,. Cette aire, qui regroupe 161 communes, est catégorisée dans les aires de 700 000 habitants ou plus (hors Paris),.

### Occupation des sols
L'occupation des sols de la commune, telle qu'elle ressort de la base de données européenne d’occupation biophysique des sols Corine Land Cover (CLC), est marquée par l'importance des territoires agricoles (41,6 % en 2018), en diminution par rapport à 1990 (45,8 %). La répartition détaillée en 2018 est la suivante : 
milieux à végétation arbustive et/ou herbacée (34,7 %), cultures permanentes (22 %), zones agricoles hétérogènes (19,6 %), zones urbanisées (19,4 %), zones industrielles ou commerciales et réseaux de communication (4,2 %). L'évolution de l’occupation des sols de la commune et de ses infrastructures peut être observée sur les différentes représentations cartographiques du territoire : la carte de Cassini (XVIIIe siècle), la carte d'état-major (1820-1866) et les cartes ou photos aériennes de l'IGN pour la période actuelle (1950 à aujourd'hui).

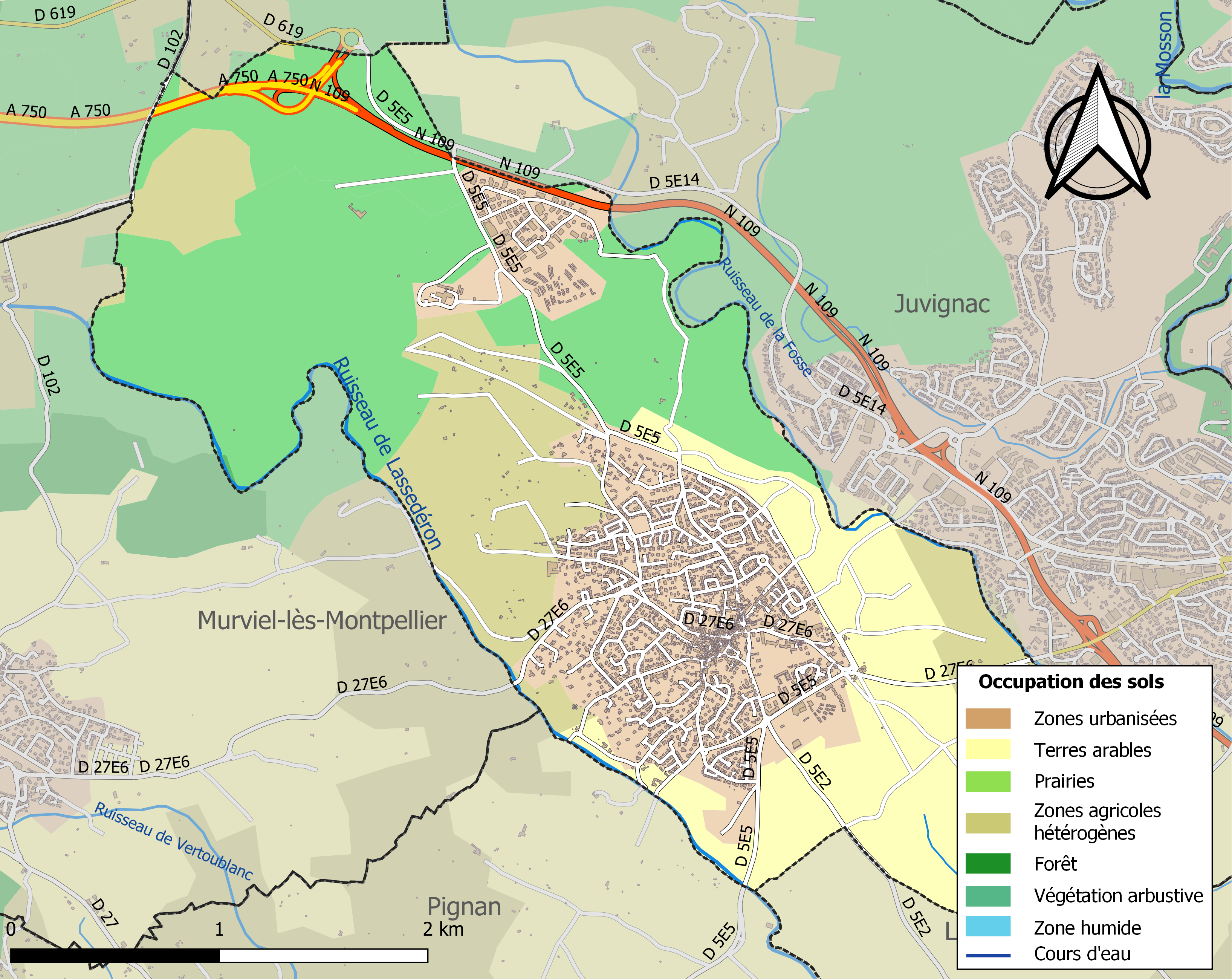
Carte des infrastructures et de l'occupation des sols de la commune en 2018 (CLC).

### Risques majeurs
Le territoire de la commune de Saint-Georges-d'Orques est vulnérable à différents aléas naturels : météorologiques (tempête, orage, neige, grand froid, canicule ou sécheresse), inondations, feux de forêts et séisme (sismicité faible). Il est également exposé à un risque technologique,  le transport de matières dangereuses. Un site publié par le BRGM permet d'évaluer simplement et rapidement les risques d'un bien localisé soit par son adresse soit par le numéro de sa parcelle.

#### Risques naturels
Certaines parties du territoire communal sont susceptibles d’être affectées par le risque d’inondation par débordement de cours d'eau, notamment le ruisseau de Lasséderon. La commune a été reconnue en état de catastrophe naturelle au titre des dommages causés par les inondations et coulées de boue survenues en 1982, 1997, 2002, 2003, 2005 et 2014,.
Saint-Georges-d'Orques est exposée au risque de feu de forêt. Un plan départemental de protection des forêts contre les incendies (PDPFCI) a été approuvé en juin 2013 et court jusqu'en 2022, où il doit être renouvelé. Les mesures individuelles de prévention contre les incendies sont précisées par deux arrêtés préfectoraux et s’appliquent dans les zones exposées aux incendies de forêt et à moins de 200 mètres de celles-ci. L’arrêté du 25 avril 2002 réglemente l'emploi du feu en interdisant notamment d’apporter du feu, de fumer et de jeter des mégots de cigarette dans les espaces sensibles et sur les voies qui les traversent sous peine de sanctions. L'arrêté du 11 mars 2013 rend le débroussaillement obligatoire, incombant au propriétaire ou ayant droit,.

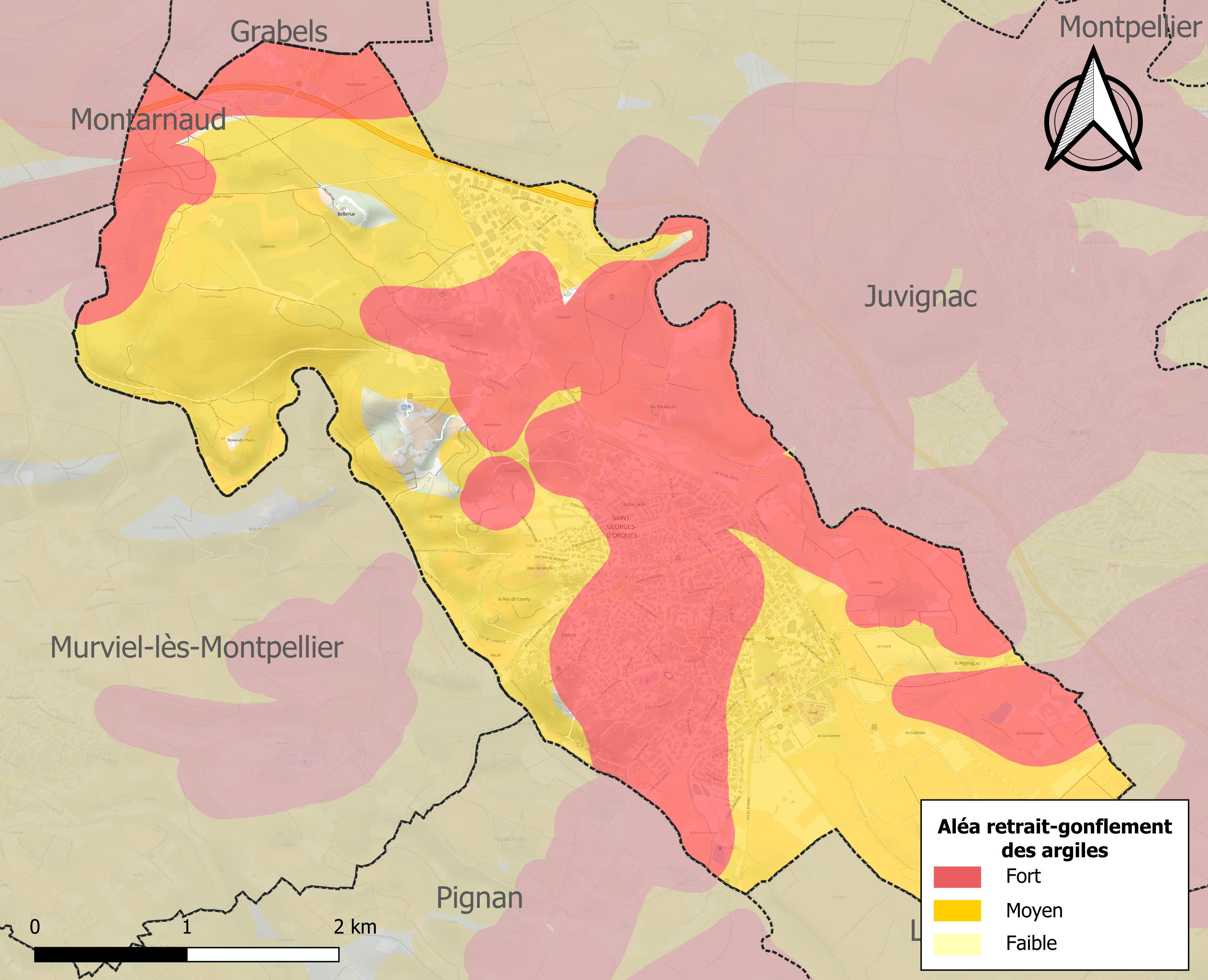
Carte des zones d'aléa retrait-gonflement des sols argileux de Saint-Georges-d'Orques.

Le retrait-gonflement des sols argileux est susceptible d'engendrer des dommages importants aux bâtiments en cas d’alternance de périodes de sécheresse et de pluie. 97,6 % de la superficie communale est en aléa moyen ou fort (59,3 % au niveau départemental et 48,5 % au niveau national). Sur les 1 739 bâtiments dénombrés sur la commune en 2019, 1 733 sont en aléa moyen ou fort, soit 100 %, à comparer aux 85 % au niveau départemental et 54 % au niveau national. Une cartographie de l'exposition du territoire national au retrait gonflement des sols argileux est disponible sur le site du BRGM,.
Par ailleurs, afin de mieux appréhender le risque d’affaissement de terrain, l'inventaire national des cavités souterraines permet de localiser celles situées sur la commune.

#### Risques technologiques
Le risque de transport de matières dangereuses sur la commune est lié à sa traversée par des infrastructures routières ou ferroviaires importantes ou la présence d'une canalisation de transport d'hydrocarbures. Un accident se produisant sur de telles infrastructures est susceptible d’avoir des effets graves sur les biens, les personnes ou l'environnement, selon la nature du matériau transporté. Des dispositions d’urbanisme peuvent être préconisées en conséquence.

## Toponymie
Les origines de Saint-Georges-d'Orques remontent à la haute antiquité méditerranéenne, comme en témoignent les poteries et bronzes gallo-romains qui y ont été découverts. De ces « orcas » qui sont des grands vases en terre cuite, le village aurait tiré son nom[réf. nécessaire].

### Légende
Saint Georges vit le jour en Cappadoce, vécut sous l'empereur Dioclétien et mourut en martyr au début du IVe siècle.
Selon la légende du XIe siècle, Georges qui était un chevalier (devenu le patron des cavaliers) aurait combattu un dragon pour sauver une princesse Libyenne, la fille unique du roi de Silène. Du sang de la bête serait sorti un rosier rouge. Le chevalier aurait alors cueilli une fleur pour l'offrir à la jeune fille qui lui aurait rendu son amour en lui offrant un livre.
La légende a survécu rappelant cette idée de l'Amour courtois (le Fin'Amor) du Moyen-Age. La Saint Georges (ou Sant Jordi) a été déclarée, en 1996, Journée Mondiale du Livre par l'UNESCO.
Le dragon représenterait les forces de l'Obscurantisme dont triompheraient les fleurs de la Culture.
La fête du 23 avril était aussi très importante, dans une bonne partie de l'Europe rurale, car elle annonçait le retour du printemps autorisant la reprise de certaines coutumes agraires. Enfin, c'est à partir de la St Georges que l'on pouvait s'offrir des bouquets de fleurs coupées et que les premières transhumances pouvaient débuter; les troupeaux redescendaient à partie de la Saint Michel (29/09).
Sur la commune de Saint-Georges d'Orques, on retrouve des représentations de saint Georges, symbolisé dans sa victoire - représenté à cheval, en armure, portant un écu et une bannière d'argent à la croix de gueules et terrassant le dragon avec sa lance, sur la façade de la cave coopérative et sur le fronton de l’église.

## Héraldique
| Blason de Saint-Georges-d'Orques | Blason  | « De gueules à Saint Georges contourné d'argent monté sur un cheval d'or harnaché du champ terrassant un dragon d'argent ». |
| Blason de Saint-Georges-d'Orques | Détails | Armes parlantes. Le statut officiel du blason reste à déterminer.                                                           |

## Histoire

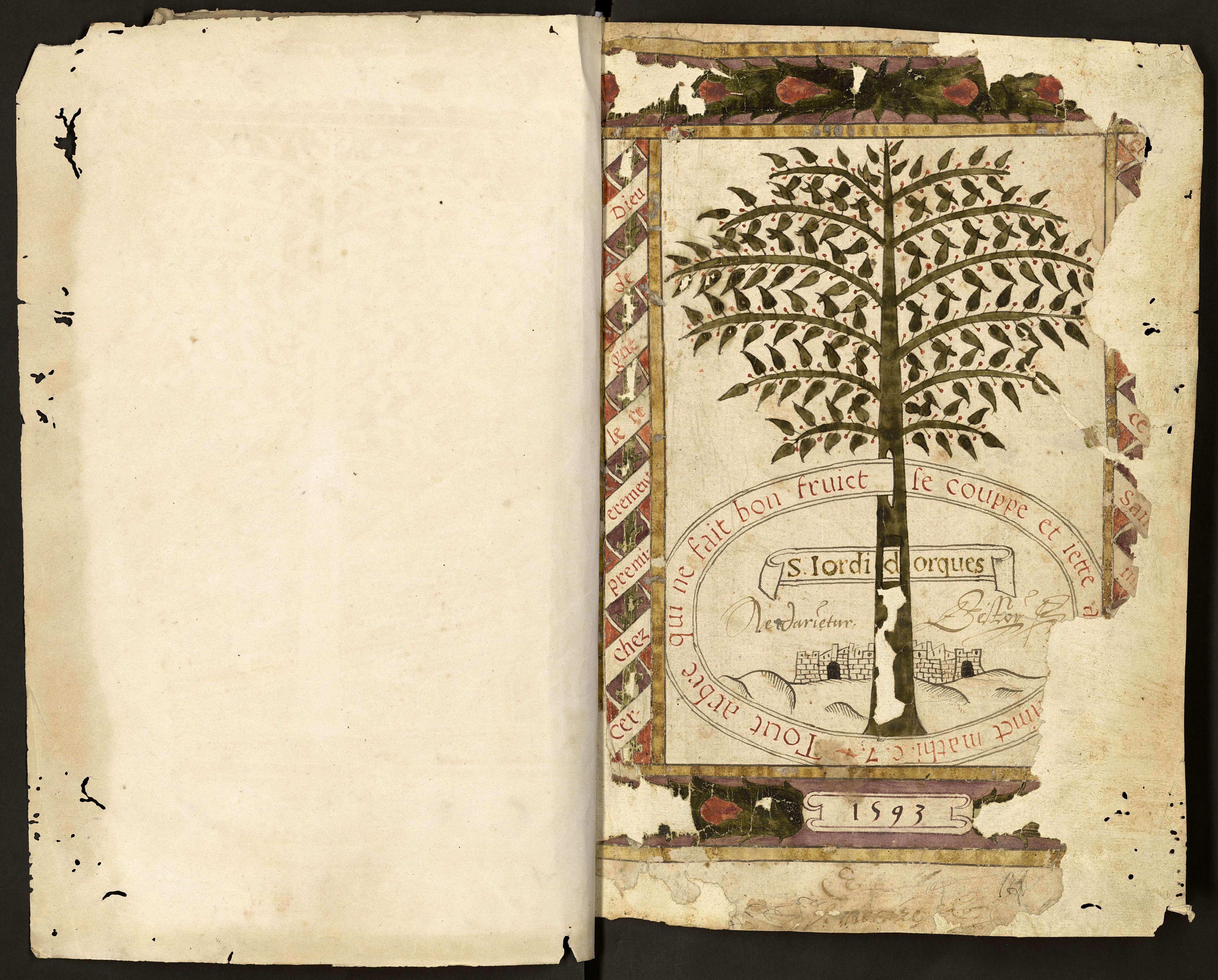
Extrait de l'usuel du compoix de Saint-Georges-d'Orques, représentant un arbre (1593).

Rattaché à l'évêché de Maguelone dès le XIe siècle, le village cerclé de murailles attendra le XVIe siècle pour acquérir son nom moderne : Sant Jòrdi D'Orques (langue d'oc).
Le fief de Saint-Georges faisait partie, au XIIe siècle de la maison seigneuriale de Murviel.
En 1199, une vente est consentie au profit de Guilhem VIII, seigneur de Montpellier.
Saint-Georges sera ensuite apporté à Pierre II, roi d’Aragon, lors de son mariage avec Marie, fille de Guillaume, en 1204. Il sera ensuite vendu, en 1349, à Philippe de Valois. Le fief de Saint-Georges rentre alors dans la fortune des rois de France, jusqu’au XVIe siècle. 1622, le village ceint de remparts, est assiégé et pris par l’armée protestante conduit par le duc de Rohan.
À cette époque, Saint-Georges-d’Orques est dirigé par deux conseils, un conseil politique ou privé, renouvelé tous les ans, et un conseil général. Le conseil général, qui élit les consuls, est formé par tous les habitants ayant pignon sur rue. La commune était déjà bien organisée, elle maintiendra ces usages, à peu d’exception près, jusqu’en 1756, malgré les divers événements (les guerres de religion). Ensuite, le fief de Saint-Georges-d’Orques dépendra de différentes familles[Lesquelles ?].
Après l’abolition des droits seigneuriaux, lors de la Révolution, la commune est créée et élit son maire en février 1790. Lors de la Révolution française, les citoyens de la commune se réunissent au sein de la société révolutionnaire, baptisée « société populaire régénérée » en l’an II.
En 1793, Saint-Georges d'Orques est chef-lieu d'un canton qui rassemblait les communes de Lavérune, Juvignac, Murviel-les-Montpellier, Montarnaud, Saint-Paul-et-Valmalle et Grabels.
Au fil des siècles, l'élevage, ainsi que la culture des céréales et de l'olivier cohabitant avec celle de la vigne, ont peu à peu cédé à cette dernière. Le vin de la région fut exporté à travers toute l'Europe dès le Moyen Âge et entra dans l'histoire en 1807, quand Thomas Jefferson, alors ambassadeur et futur président des États-Unis, rapporta quelques-unes de ces bouteilles de ses séjours français.
Aujourd'hui[Quand ?] situé en pleine zone d'appellation d'origine contrôlée AOC Languedoc, le terroir Saint-Georges-d'Orques a conservé une activité viticole de qualité qui exporte ses crus sur les tables des restaurants du monde entier. La zone AOC Languedoc Saint-Georges-d'Orques s'étend également sur les communes de Juvignac, Lavérune, Pignan et Murviel-lès-Montpellier.
La tradition camarguaise est également très présente dans le village. Chaque année le troisième week-end d'août, la fête votive bat son plein, suivit de son revivre qui a lieu le week-end suivant, sans compter les différentes courses camarguaises qui ont lieu tout au long de la saison taurine (trophée Montpellier Méditerranée Métropole, Trophée de l'Avenir et des As et vaches cocardières). Fier de son club taurin Le Trident créé au début des années 50, Saint Georges a su transmettre ses traditions au fil des années à ses habitants.
Une autre tradition est également maintenue, le jeu de tambourin.
De nombreux portails et grilles de maisons particulières ou bâtiments communaux, ainsi que celui du cimetière, sont peints de couleur verte et leurs pointes en jaune.

## Politique et administration

### Liste des maires
| Période                                  | Période   | Identité                  | Étiquette                 | Qualité |
| ---------------------------------------- | --------- | ------------------------- | ------------------------- | --- |
| 1790                                     | 1792      | Pierre Saint-Pierre       |                           | |
| 1792                                     | 1800      | Jacques Allien            |                           | |
| 1800                                     | 1801      | Bruguière                 |                           | |
| 1801                                     | 1808      | Antoine Allien            |                           | |
| 1808                                     | 1815      | Antoine Saint-Pierre      |                           | |
| 1815                                     | 1824      | Jean Poujol               |                           | |
| 1824                                     | 1830      | Jean Poujol fils          |                           | |
| 1830                                     | 1839      | Antonin Saint-Pierre      |                           | |
| 1839                                     | 1847      | Jean-Pierre Allien        |                           | |
| 1847                                     | 1848      | Urbain Courty             |                           | |
| 1848                                     | 1852      | Léon Vidal                |                           | |
| 1852                                     | 1860      | François Allien           |                           | |
| 1860                                     | 1867      | Hippolyte Courty          |                           | |
| 1867                                     | 1870      | Eugène Delgrès            |                           | |
| 1870                                     | 1875      | Antoine-René Bompard      |                           | |
| 1875                                     | 1878      | Sévérin Deleuze           |                           | |
| 1878                                     | 1885      | Justin Allien             |                           | |
| 1885                                     | 1888      | Auguste Saint-Pierre      |                           | |
| 1888                                     | 1892      | Joseph Cambon             |                           | |
| 1892                                     | 1900      | Frédéric Saint-Pierre     |                           | Conseiller d'arrondissement du canton de Montpellier-3 de 1899 à 1904                                          |
| 1900                                     | ?         | Martial Héral             |                           | |
| Les données manquantes sont à compléter. |           |                           |                           | |
| 1947                                     | 1956      | Pierre Lassalle           |                           | |
| 1956                                     | mars 1965 | René Vidal                |                           | |
| mars 1965                                | mars 1977 | René Ferlet               | SFIO puis PS              | Alpiniste Suppléant du député Gilbert Sénès (1967 → 1968)                                                      |
| mars 1977                                | mars 1989 | Jacques Roudil            |                           | |
| mars 1989                                | juin 1995 | Claude Seigner            | SE                        | |
| juin 1995                                | mars 2008 | Gaston Jean-Marie Moralès | PS                        | Expert comptable                                                                                               |
| mars 2008                                | En cours  | Jean-François Audrin      | UMP puis LR puis Horizons | Vétérinaire Conseiller régional d'Occitanie (2015 → 2021) Vice-président de Montpellier Méditerranée Métropole |

## Démographie
L'évolution du nombre d'habitants est connue à travers les recensements de la population effectués dans la commune depuis 1793. Pour les communes de moins de 10 000 habitants, une enquête de recensement portant sur toute la population est réalisée tous les cinq ans, les populations de référence des années intermédiaires étant quant à elles estimées par interpolation ou extrapolation. Pour la commune, le premier recensement exhaustif entrant dans le cadre du nouveau dispositif a été réalisé en 2005.
En 2022, la commune comptait 5 707 habitants, en évolution de +5,18 % par rapport à 2016 (Hérault : +7,49 %, France hors Mayotte : +2,11 %).
| 1793 | 1800 | 1806 | 1821 | 1831 | 1836 | 1841 | 1846 | 1851 |
| ---- | ---- | ---- | ---- | ---- | ---- | ---- | ---- | ---- |
| 464  | 464  | 472  | 568  | 611  | 657  | 643  | 696  | 690  |

| 1856 | 1861 | 1866 | 1872 | 1876 | 1881 | 1886 | 1891  | 1896  |
| ---- | ---- | ---- | ---- | ---- | ---- | ---- | ----- | ----- |
| 794  | 883  | 990  | 972  | 947  | 768  | 842  | 1 017 | 1 082 |

| 1901  | 1906  | 1911  | 1921  | 1926  | 1931 | 1936 | 1946 | 1954 |
| ----- | ----- | ----- | ----- | ----- | ---- | ---- | ---- | ---- |
| 1 213 | 1 142 | 1 109 | 1 058 | 1 020 | 974  | 844  | 728  | 877  |

| 1962  | 1968  | 1975  | 1982  | 1990  | 1999  | 2005  | 2006  | 2010  |
| ----- | ----- | ----- | ----- | ----- | ----- | ----- | ----- | ----- |
| 1 000 | 1 091 | 1 757 | 2 727 | 3 567 | 4 398 | 4 963 | 5 040 | 5 343 |

| 2015  | 2020  | 2022  | - | - | - | - | - | - |
| ----- | ----- | ----- | - | - | - | - | - | - |
| 5 421 | 5 628 | 5 707 | - | - | - | - | - | - |

## Économie

### Revenus
En 2018, la commune compte 2 223 ménages fiscaux, regroupant 5 299 personnes. La médiane du revenu disponible par unité de consommation est de 23 820 € (20 330 € dans le département). 60 % des ménages fiscaux sont imposés (45,8 % dans le département).

### Emploi
|                | 2008   | 2013   | 2018 |
| -------------- | ------ | ------ | ---- |
| Commune        | 8,5 %  | 10,4 % | 10 % |
| Département    | 10,1 % | 11,9 % | 12 % |
| France entière | 8,3 %  | 10 %   | 10 % |

En 2018, la population âgée de 15 à 64 ans s'élève à 3 350 personnes, parmi lesquelles on compte 78,3 % d'actifs (68,3 % ayant un emploi et 10 % de chômeurs) et 21,7 % d'inactifs,. Depuis 2008, le taux de chômage communal (au sens du recensement) des 15-64 ans est inférieur à celui du département, mais supérieur à celui de la France.
La commune fait partie de la couronne de l'aire d'attraction de Montpellier, du fait qu'au moins 15 % des actifs travaillent dans le pôle,. Elle compte 1 130 emplois en 2018, contre 1 292 en 2013 et 1 309 en 2008. Le nombre d'actifs ayant un emploi résidant dans la commune est de 2 337, soit un indicateur de concentration d'emploi de 48,3 % et un taux d'activité parmi les 15 ans ou plus de 58,6 %.
Sur ces 2 337 actifs de 15 ans ou plus ayant un emploi, 358 travaillent dans la commune, soit 15 % des habitants. Pour se rendre au travail, 82,7 % des habitants utilisent un véhicule personnel ou de fonction à quatre roues, 5,1 % les transports en commun, 8,6 % s'y rendent en deux-roues, à vélo ou à pied et 3,7 % n'ont pas besoin de transport (travail au domicile).

### Activités hors agriculture

#### Secteurs d'activités
610 établissements sont implantés  à Saint-Georges-d'Orques au 31 décembre 2019. Le tableau ci-dessous en détaille le nombre par secteur d'activité et compare les ratios avec ceux du département,.
| Secteur d'activité                                                                                        | Commune | Commune | Département |
| Secteur d'activité                                                                                        | Nombre  | %       | %           |
| --- | ------- | ------- | ----------- |
| Ensemble                                                                                                  | 610     | 100 %   | (100 %)     |
| Industrie manufacturière, industries extractives et autres                                                | 43      | 7 %     | (6,7 %)     |
| Construction                                                                                              | 141     | 23,1 %  | (14,1 %)    |
| Commerce de gros et de détail, transports, hébergement et restauration                                    | 124     | 20,3 %  | (28 %)      |
| Information et communication                                                                              | 23      | 3,8 %   | (3,3 %)     |
| Activités financières et d'assurance                                                                      | 19      | 3,1 %   | (3,2 %)     |
| Activités immobilières                                                                                    | 26      | 4,3 %   | (5,3 %)     |
| Activités spécialisées, scientifiques et techniques et activités de services administratifs et de soutien | 103     | 16,9 %  | (17,1 %)    |
| Administration publique, enseignement, santé humaine et action sociale                                    | 85      | 13,9 %  | (14,2 %)    |
| Autres activités de services                                                                              | 46      | 7,5 %   | (8,1 %)     |

Le secteur de la construction est prépondérant sur la commune puisqu'il représente 23,1 % du nombre total d'établissements de la commune (141 sur les 610 entreprises implantées  à Saint-Georges-d'Orques), contre 14,1 % au niveau départemental.

#### Entreprises et commerces
Les cinq entreprises ayant leur siège social sur le territoire communal qui génèrent le plus de chiffre d'affaires en 2020 sont : 
- CMJ, fabrication industrielle de pain et de pâtisserie fraîche (6 015 k€) ;
- So.p 34, travaux de couverture par éléments (2 703 k€) ;
- Somali, location et location-bail de machines et équipements pour la construction (2 607 k€) ;
- Laboratoire Insphy, fabrication de parfums et de produits pour la toilette (2 350 k€) ;
- BDP Concept, ingénierie, études techniques (1 911 k€).

### Agriculture
La commune est dans les Garrigues, une petite région agricole occupant une partie du centre et du nord-est du département de l'Hérault. En 2020, l'orientation technico-économique de l'agriculture  sur la commune est la viticulture.
|               | 1988 | 2000 | 2010 | 2020 |
| ------------- | ---- | ---- | ---- | ---- |
| Exploitations | 93   | 62   | 27   | 20   |
| SAU (ha)      | 359  | 261  | nd   | 125  |

Le nombre d'exploitations agricoles en activité et ayant leur siège dans la commune est passé de 93 lors du recensement agricole de 1988  à 62 en 2000 puis à 27 en 2010 et enfin à 20 en 2020, soit une baisse de 78 % en 32 ans. Le même mouvement est observé à l'échelle du département qui a perdu pendant cette période 67 % de ses exploitations,. La surface agricole utilisée sur la commune a également diminué, passant de 359 ha en 1988 à 125 ha en 2020. Parallèlement la surface agricole utilisée moyenne par exploitation a augmenté, passant de 4 à 6 ha.

## Sports

### Rugby à XIII
La commune compte un club de rugby à XIII depuis 2013 : les « Dragons de Saint-Georges ». Ce club propose une école de rugby, des équipes de catégorie U7 à U 11 et une section « Loisirs » mixte qui pratique le Touch rugby. C'est presque le hasard qui a fait de la commune un village de rugby à XIII. La fédération cherchait à créer une nouvelle école  de rugby dans l'ouest montpelliérain dans les années 2000 ; elle contacte donc plusieurs communes et c'est Saint-Georges d'Orques qui se déclare intéressée. À noter que l'équipe dirigeante se compose en 2019 de Jean-Luc Garcia et de Nicolas Haddadi mais aussi d'anciens joueurs comme l'international Frédéric Zitter et l'ancien joueur de Montpellier Patrick Cobos.

### Autres sports
Le club de balle au tambourin du Sport club Saint-Georges-d'Orques représente la ville dans les compétitions nationales du jeu. Le Sport club compte six titres de champion de France séniors masculins (entre 1965 et 1973) et trois succès en Coupe de France (1953, 1954 et 1969).
Le club de horse-ball de Saint-Georges-d'Orques fait partie des 9 clubs de la Région Sud-Est, et est engagé régulièrement dans des compétitions nationales. De plus, le club organise et participe à des compétitions internationales pour jeunes.

## Culture locale et patrimoine

### Expression locale
Lors de la grande sécheresse du milieu des années 1940, un projet ubuesque avait vu le jour, prévoyant de détourner le Rhône jusqu'aux alentours de Saint-Georges-d'Orques. Aujourd'hui, cette anecdote est devenue expression. On affirme par exemple à un menteur que « le Rhône est en crue à Saint-Georges-d'Orques » lorsqu'on veut mettre en évidence la grossièreté de son mensonge.

### Lieux et monuments
- Église Saint-Georges de Saint-Georges-d'Orques.

### Personnalités liées à la commune
- Éric Bellus (1960-), footballeur français[41] ;
- [42] Martine Biard (1961-) Ecrivain-conférencière et Poète
- Jean-Louis Gasset (1953-), footballeur et entraîneur français[41] ;
- Albert Rust (1953-), footballeur, entraîneur et conseiller municipal français[41] ;
- Victor Malzac (1997-), poète français.